# Barbara Steeman
Barbara Steeman (1984) is een Belgisch model en politica voor Open Vld.

## Levensloop
In 2005 werd ze verkozen als tweede eredame in de Miss België-verkiezing. Vanuit deze hoedanigheid vertegenwoordigde ze België op de Miss Bikini verkiezing in 2005 in China. In juli 2009 haalde ze de nationale media toen ze naakt de cover van het tijdschrift Ché sierde, de fotoreportage verscheen onder de titel: Ontdek hoe Open de Vld is.
Bij de lokale verkiezingen van 2006 stond ze op de kieslijst voor Open Vld te Lokeren. Ze behaalde 315 voorkeurstemmen, onvoldoende om rechtstreeks verkozen te worden. In maart 2009 volgde ze Marc Maes op in de gemeenteraad. In mei 2013 verliet ze de lokale politiek, ze werd opgevolgd door Ann Francis.